# Jack Austin (Buddhist)
Jack Austin (* 16. Juli 1917 in Caerleon, Wales; † 15. August 1993) war ein britischer Pionier des europäischen Buddhismus und Vorreiter des interreligiösen Dialogs, der auch als Autor und Zeitschriftenherausgeber wirkte.

## Leben und Wirken
Durch die Lektüre des Dichters Edwin Arnold wandte sich Austin in seiner Jugend dem Buddhismus zu. Er wurde ein Freund von Christmas Humphreys, dessen Buddhist Society er sich anschloss und in der Folge Vorstandsfunktionen übernahm. Dadurch kam er bei deren Aufenthalten in London in Kontakt mit Daisetz Teitaro Suzuki, Alan Watts und Edward Conze, die Einfluss auf sein Wirken hatten. Zeitweilig arbeitete Austin auch mit Sangharakshita zusammen. Unter Leitung von Ernő Hetényi erwarb Jack Austin 1961 das Doktorat in buddhistischer Philosophie des Kőrösi Csoma Sándor Buddhológiai Intézet in Budapest. Austin war seit 1949 verheiratet, hatte vier Kinder und acht Enkel.

## Arya Maitreya Mandala
Nachdem 1952 ein europäischer Zweig des Ordens Arya Maitreya Mandala gegründet worden war, wurde Austin von Hans-Ulrich Rieker in diesen aufgenommen. In der Folge unterhielt Jack Austin enge persönliche Kontakte zum Ordensgründer Lama Anagarika Govinda und dessen Partnerin Li Gotami Govinda. Er leitete den Orden im Vereinigten Königreich, wo unter anderen der Indologe Karel Werner zu dessen Mitgliedern zählte. Austin unterhielt enge internationale Beziehungen in diesem Orden, etwa zu Harry Pieper, Lionel Stützer und dem in der Schweiz lebenden Henry Noel Marryat Hardy.
Von Lama Anagarika Govinda dazu angeregt, erwarb sich Jack Austin eine umfassende praktische buddhistische Ausbildung, welche die Grenzen traditioneller Schulen sprengte. 1952 wurde er von Robert Stuart Clifton (1903–1963), der unter dem Namen Sumangalo als buddhistischer Mönch wirkte, in dessen Western Buddhist Order als Priester ordiniert. „In den fünfziger Jahren waren der AMM (= Arya Maitreya Mandala) und der in England von Jack Austin gegründete 'Western Buddhist Order' eng miteinander verbunden, später lösten sich die Verbindungen auf.“ 1960 weihte der Abt des Sōtō-shū-Tempels Sōjoji in Japan Austin zum Zen-Priester (Oshō). 1976 rief Austin in England eine Gesellschaft zum Studium der Reinen Land Buddhismus ins Leben. Ein Jahr später wurde er in Kyoto am Nishi Hongan-ji zu einem Priester der Jōdo-Shinshū ordiniert.

## Interreligiöser Dialog
Jack Austin war über Jahrzehnte ein leitendes Mitglied des von Francis Younghusband gegründeten World Congress of Faiths. 1974 übernahm er die Aufgabe als hauptamtlicher Generalsekretär der Gesellschaft.
Obwohl sich Austin den großen Teil seines Lebens dem interreligiösen Dialog widmete und eine Harmonie der Religionen wünschte, war er davon überzeugt, dass sich der Monotheismus der jüdisch-christlichen Tradition und die spirituellen Traditionen Süd- und Ostasiens nicht miteinander vereinbaren lassen. „Etwa ein Jahr vor seinem Tod wertete Austin im Rückblick das Bemühen um den Dialog der Religionen als die härteste Angelegenheit seines Lebens. Dies schrieb er nicht allein äußeren Umständen wie der Unwilligkeit von Institutionen zu. Das hauptsächliche Problem schien ihm in einer letztlich unüberbrückbare Kluft zwischen den monotheistischen Religionen und den Haltungen des Buddhismus, Konfuzianismus, Daoismus und Shintō zu bestehen.“

## Herausgeber
Seit 1953 gab er die Zeitschrift The Western Buddhist heraus. Diese Zeitschrift brachte Artikel zum ganzen Spektrum buddhistischer Lehre, Ethik und Praxis unterschiedlicher Schulrichtungen. Die Zeitschrift wurde in buddhistischen Kreisen Europas, Amerikas und auch in Japan wegen Austins Buchbesprechungen geschätzt.

## Komyoji
Jack Austin, der im Arya Maitreya Mandala mit Volker Zotz zusammenarbeitete, unterstützte dessen Projekt der interkulturellen Institution Komyoji und arbeitete gemeinsam mit Ruth Tabrah und anderen als Mitglied des vorbereitenden Komitees. Austin war es diesbezüglich ein Anliegen, interessierten Menschen in Europa eine Ausbildung zugänglich zu machen, die es erlaubt, auch den damals noch wenig bekannten Amitabha-Buddhismus in seinen philosophischen Dimensionen auf wissenschaftlichem Niveau zu studieren. Austin, der 1993 verstarb, erlebte die im folgenden Jahr vorgenommene offizielle Gründung von Komyoji durch Kōshō Ōtani in Wien nicht mehr. Austins Haltung zum Buddhismus dieser Richtung war von dem japanischen Gelehrten Zuiken Inagaki (1885–1981) geprägt, mit dem er jahrelang korrespondierte und dessen Schüler er in Japan war.

## Werke
- The Dhammapada. A New Version. London 1971
- Buddhist Attitudes towards Animal Life. In: Richard Ryder u. a. (Hrsg.): Animal Rights. A Symposion. London 1979
- Dhammapada. From the Khuddaka Nikaya of the Sutta Pitaka. London 1988
- Shin Buddhist Daily Devotions. London 1989
- Marriage and the Family in Buddhism. In: John Prickett: Marriage and the Family. Cambridge 1985, ISBN 9780718824440

## Sekundärliteratur
- John Snelling: The Buddhist Handbook: A Complete Guide to Buddhist Schools, Teaching, Practice, and History. Inner Traditions / Bear & Co 1991 (enthält eine ausführliche Beschreibung der Tätigkeiten Austins in England)
- Birgit Zotz: Jack Austin und das Prinzip des Dialogs. In: Der Kreis Nr. 271, Mai 2014 ISSN 2197-6007 (detailreiche Biografie)